# 何家栋
何家栋（1923年9月—2006年10月16日），河南信阳人，中国作家。

## 生平
1938年7月，何家栋报考了中国第一战区铁道警备队干部训练班，后任见习参谋。1939年，何家栋转到天水行营交通工作队，后晋升为上尉中队政训员，该队伍主要从事破坏日军运输线的工作。1940年，何家栋离开该部队，前往八路军洛阳办事处。1941年，何家栋前往晋冀鲁豫根据地，途中任八路军南岭支队小队长，到达根据地后任129师太岳军区文工团员。1945年，何家栋加入中国共产党。1947年，在华北联合大学行政学院学习一年。1948年，在华北新华书店、《新大众报》担任编辑。1949年，创办工人出版社，历任工人日报工厂厂长、编辑、记者，工人出版社办公室主任、编辑室主任。
1957年，因负责编辑出版刘宾雁的《本报内部消息》一书，何家栋被定为右派。1959年，担任李建彤小说《刘志丹》的责任编辑，毛泽东认为该书“利用小说进行反党，这是一大发明”，何家栋因而被定为“习仲勋反党集团”，被开除党籍。1965年，何家栋被下放到山东成武县。文化大革命期间，何家栋被揪回北京批斗，他的母亲及两个儿子非正常死亡。
1979年，何家栋的“右派”身份得以“改正”，小说《刘志丹》被平反，他随后担任工人出版社常务副社长兼副总编辑。1983年，创办《人生》月刊，何家栋任主编。1984年，创办《开拓》文学杂志，何家栋任主编。《开拓》创刊号发表了刘宾雁的报告文学《第二种忠诚》，何家栋因而被查处。1985年，何家栋辞职退休。同年，陈子明创办了中国行政函授大学，何家栋受邀担任校长。1987年，任北京社会经济科学研究所顾问。1988年3月，该研究所接办《经济学周报》，何家栋任总编辑。1989年6月11日，该周报停办。 
1989年六四事件期间，何家栋主动声援、帮助学生。
2004年5月，与陈子明共同创办了改造与建设网站，担任网站的法人代表。2005年8月，该网站被当局关闭。
2006年10月16日，因病在北京的一家医院中去世。何家栋的文集因为当局的阻挠，而未能如愿印出。

## 著作
何家栋的代表作包括：
- 整理《把一切献给党》，1954年；
- 《赵一曼》、《我的一家》，1957年
- 《方志敏战斗的一生》，1958年
- 《胸中自有雄兵百万——记毛主席在陕北战争中》等
- 与李慎之合著《中国的道路》，南方日报出版社，2000年
- 与喻希来、王思睿合著，《21世纪的世界与中国》，北京当代汉语研究所，2001年
- 与王思睿合著，《今日中国政治思潮评析》，北京当代汉语研究所，2001年

## 资料来源
1. ↑  . 多维新闻. 2015-04-16  [2021-11-01]. （原始内容存档于2021-11-04） （中文（简体））.
2. ↑  . 多维新闻. 2015-11-28  [2021-11-01]. （原始内容存档于2021-11-04） （中文（简体））.
3. ↑  . Radio Free Asia.   [2021-11-01]. （原始内容存档于2021-11-02） （英语）.